# Lau Mulgap (Mardingding)
Lau Mulgap is een bestuurslaag in het regentschap Karo van de provincie Noord-Sumatra, Indonesië. Lau Mulgap telt 1153 inwoners (volkstelling 2010).